# Лени Рифенщал
Ле́ни Рифенщал (на немски: Leni Riefenstahl) е псевдоним на Бе́рта Хе́лена Ама́лия Ри́фенщал (на немски: Berta Helene Amalie Riefenstahl) е германска балетистка, актриса, режисьорка и фотографка.
Тя е сред най-колоритните и забележителни кинотворци и хора на изкуството на ХХ век, спорна и противоречива фигура според други. Авторка на 2 от най-известните документални филми за Третия Райх, тя е считана за безспорна майсторка в документалния жанр на седмото изкуство.

## Биография
Лени Рифенщал е родена на 22 август 1902 година в Берлин. От ранна възраст се занимава с танци, в средата на 20-те години започва да се снима в киното, а през 1932 година режисира първия си филм. Малко по-късно режисира филмите „Триумф на волята“ („Triumph des Willens“, 1934) и „Олимпия“ („Olympia“, 1938), които и донасят световна известност. Двата филма са широко приети като едни от най-ефективните и технически иновативни пропагандни филми в историята. В същото време „Триумф на волята“ (в прослава на нацизма) сериозно уврежда нейната кариера и репутация след разгрома на хитлеристка Германия и премахването на нацисткия режим (т.н. денацификация, проведена от съюзниците от антихитлеристката коалиция). По време на режима тя работи върху филмите си в тясно сътрудничество с Адолф Хитлер и става част от неговия близък приятелски кръг.
След Втората световна война Рифенщал е арестувана и разследвана за ролята си в нацисткия режим, но първоначално е освободена без да бъде обвинена. До края на живота си тя отрича да е знаела за Холокоста. Освен режисьорската си работа, тя издава автобиография и пише няколко книги за етническата група нуба.
Лени Рифенщал умира от рак на 8 септември 2003 година в Пьокинг, Бавария.

## Творчество
Произхожда от семейство на кинотворци и още от малка е привлечена към каузата на изкуството.

### Преди Втората световна война
Родена и израсла в Германската империя, тя се формира под силното влияние на епохата, в която живее. След идването на НСДАП на власт, в разцвета на творческите си сили, заснема 2 документални киношедьовъра: „Триумфът на волята“ и „Олимпия“, посветен на проведените в Берлин през 1936 година олимпийски игри (последните преди Втората световна война).

## Галерия
- С Хайнрих Химлер по време на снимките на „Триумфът на волята“ (1934)
- Заснемането на „Олимпия“ (1936)
- В творчески разговор с Йозеф Гьобелс (1937)
- Лени Рифенщал повдига бойния дух на Вермахта след Полската кампания (1939)

## Филмография
Като актриса
- 1925: Wege zu Kraft und Schönheit („Пътища към силата и красотата“)
- 1926: Der Heilige Berg („Свещената планина“)
- 1927: Der Große Sprung („Големият скок“)
- 1928: Das Schicksal derer von Habsburg („Съдбата на Хабсбургите“)
- 1929: Die Weisse Hölle vom Piz Palü („Белият ад на Пиц Пълу“)
- 1930: Stürme über dem Mont Blanc („Бури над Монблан“)
- 1931: Der Weisse Rausch („Белият екстаз“)
- 1932: Das Blaue Licht („Синята светлина“)
- 1933: S.O.S. Eisberg („S.O.S. Айсберг“)
- 1954: Tiefland („Ниски земи“)

Като режисьорка и продуцентка
- 1932: Das Blaue Licht („Синята светлина“)
- 1933: Der Sieg des Glaubens („Победата на вярата“)
- 1935: Tag der Freiheit: Unsere Wehrmacht („Денят на свободата: Нашият вермахт“)
- 1935: Triumph des Willens („Триумф на волята“)
- 1937: Wilde Wasser („Дива вода“)
- 1938: Olympia
- 1954: Tiefland („Ниски земи“)
- 1965: Allein unter den Nuba („Сам сред племето нуба“) (неизлъчван)
- 2002: Impressionen unter Wasser („Импресии под водата“)